# Cantó de Pierlata
El cantó de Pierlata és un cantó francès del departament de la Droma, situat al districte de Niom. Té 4 municipis i el cap és Pierlata.

## Municipis
- Donzèra
- La Garde-Adhémar
- Les Granges-Gontardes
- Pierlata

| Data d'elecció                           | Identitat           | Partit                     | Qualitat |
| ---------------------------------------- | ------------------- | -------------------------- | -------- |
| 1973-2004                                | Jean Mouton         | Divers droite, després UDF |          |
| 2004-                                    | Marie-Pierre Mouton | UMP                        |          |
| les dades anteriors no són pas conegudes |                     |                            |          |